# Planopilumnus spongiosus
Planopilumnus spongiosus is een krabbensoort uit de familie van de Planopilumnidae. De wetenschappelijke naam van de soort is voor het eerst geldig gepubliceerd in 1906 door Nobili.